# Psammorygma caligatum
Psammorygma caligatum är en spindelart som beskrevs av Rudy Jocqué 1991. Psammorygma caligatum ingår i släktet Psammorygma och familjen Zodariidae.
Artens utbredningsområde är Namibia. Inga underarter finns listade i Catalogue of Life.